# 二龙山水库 (宾县)
二龙山水库是中国黑龙江省哈尔滨市宾县境内的一座水库，位于蜚克图河上，建于1971年。水库正常库容为5700万立方米，集雨面积为275平方千米，海拔为189.8米。